# Leptachirus alleni
Leptachirus alleni är en fiskart som beskrevs av Randall 2007. Leptachirus alleni ingår i släktet Leptachirus och familjen tungefiskar. Inga underarter finns listade i Catalogue of Life.